# José Luis Clerc
José Luis Clerc (* 16. srpna 1958, Buenos Aires, Argentina) je bývalý argentinský profesionální tenista. Nejlepšího umístění na žebříčku ATP dosáhl 3. srpna 1981, kdy byl na 4. místě. Celkem na okruhu ATP vyhrál 25 turnajů ve dvouhře a 2 turnaje ve čtyřhře.